# Bistum Susa
Das Bistum Susa (lat.: Dioecesis Segusiensis, ital.: Diocesi di Susa) ist eine in Italien gelegene römisch-katholische Diözese mit Sitz in Susa.

## Geschichte
Das Bistum Susa ging hervor aus der im Jahr 1200 gegründeten Exemten Abtei San Giusto di Susa. Es wurde am 3. August 1772 durch Papst Clemens XIV. mit der Apostolischen Konstitution Quod nobis aus Gebietsabtretungen des Erzbistums Turin errichtet und diesem als Suffraganbistum unterstellt. 1803 wurde das Bistum Susa aufgelöst und das Territorium wurde dem Erzbistum Turin angegliedert. Am 17. Juli 1817 wurde das Bistum Susa durch Papst Pius VII. mit der Apostolischen Konstitution Beati Petri erneut errichtet.
Am 19. Februar 2022 verfügte Papst Franziskus die Vereinigung des Erzbistums Turin in persona episcopi mit dem Bistum Susa. Der mit gleichem Datum ernannte Erzbischof von Turin, Roberto Repole, wurde zeitgleich auch zum Bischof von Susa ernannt.

## Bischöfe von Susa
- Giuseppe Francesco Maria Ferraris da Genola, 1778–1800, dann Bischof von Saluzzo

- Giuseppe Prin, 1817–1822
- Francesco Vincenzo Lombard, 1824–1830
- Pietro Antonio Cirio, 1832–1838
- Pio Vincenzo Forzani, 1839–1844, dann Bischof von Vigevano
- Giovanni Antonio Odone, 1845–1866
- Federico Mascaretti OCarm, 1872–1877
- Edoardo Giuseppe Rosaz, 1877–1903
- Carlo Marozio, 1903–1910
- Giuseppe Castelli, 1911–1920, dann Bischof von Cuneo
- Umberto Rossi, 1921–1932, dann Bischof von Asti
- Umberto Ugliengo, 1932–1953
- Giovanni Giorgis, 1953–1954
- Giuseppe Garneri, 1954–1978
- Vittorio Bernardetto, 1978–2000
- Alfonso Badini Confalonieri, 2000–2019
- Roberto Kardinal Repole seit 2022